# Шишаев, Николай
Никола́й Шишаев (24 июня 1922 — неизвестно) — советский футболист, нападающий.
В 1940 году в составе ленинградского «Зенита» в чемпионате страны провёл семь матчей, забил один гол — в ворота московского «Металлурга».